# Malcolm Delaney
Pour les articles homonymes, voir Delaney.
Malcolm Hakeem Delaney, né le 11 mars 1989 à Baltimore (États-Unis), est un joueur de basket-ball professionnel américain. Il mesure 1,91 m pour 86 kg.

## Biographie
Né à Baltimore (Maryland), il joue en NCAA pour les Hokies de Virginia Tech de 2007 à 2011. Il signe à l'Élan Chalon en 2011. Il est ami avec Carmelo Anthony, lui aussi originaire de Baltimore.
En mars 2014, il est nommé MVP de la 10e journée de l'Euroligue avec une évaluation de 24 dans la victoire du Bayern face au Real Madrid. Delaney marque 20 points à 4 sur 6 à deux points et 2 sur 5 à trois points et fait 6 passes décisives. La saison suivante (2014-2015) il signe en Russie au Lokomotiv Kuban et ses statistiques sont de 12,8 points, 3,8 rebonds, 4,2 passes en EuroCoupe et de 14 points, 3,1 rebonds, 4,6 passes décisives et 15,4 d'évaluation en VTB United League. Il décide d'utiliser son option pour rester au Lokomotiv, une bonne nouvelle diffusée fin juin 2015. Le club peut compter sur un joueur renommé en Euroligue.
En juillet 2016, il signe un contrat de une année avec les Hawks d'Atlanta en NBA pour un montant de 1,49 million de dollars.
En juillet 2018, il signe avec le club chinois Guangdong Southern Tigers.
Le 12 septembre 2019, Delaney rejoint le FC Barcelone avec lequel il signe un contrat d'une saison. Il quitte le club en mai 2020. En juin, Delaney signe un contrat de deux saisons avec l'Olimpia Milan.

## Clubs

### Lycée
- ???? - 2007 :  Towson Catholic HS

### Université
- 2007 - 2011 :  Hokies de Virginia Tech (NCAA)

### Clubs professionnels
- 2011 - 2012 :  Chalon-sur-Saône (Pro A)
- 2012 - 2013 :  BK Boudivelnyk Kiev (1er division)
- 2012 - 2014 :  Bayern Munich (Bundesliga)
- 2014 - 2016 :  Lokomotiv Kouban-Krasnodar (Ligue professionnelle de basket-ball (Russie) et VTB United League)
- 2016 - 2018 :  Hawks d'Atlanta (NBA)
- 2018 - 2019 :  Guangdong Southern Tigers (CBA)
- 2019 - 2020 :  FC Barcelone (Liga ACB)
- Depuis 2020 :  Olimpia Milan (Serie A)

## Palmarès
- Champion de France en 2012[5].
- Vainqueur de la Semaine des As 2012[6].
- Vainqueur de la Coupe de France 2012[7].
- Finaliste de l'EuroChallenge 2012[8].
- Champion d'Allemagne en 2014
- Champion d'Ukraine en 2013
- Vainqueur de la coupe d'Italie 2021 et 2022

### Distinctions personnelles
- MVP de la coupe d'Italie 2022
- MVP du championnat allemand en 2014
- MVP de la finale du championnat allemand en 2014
- MVP du championnat ukrainien en 2013
- Élu dans le premier cinq de l'Eurocoupe en 2013
- First-team All-ACC en 2010 et 2011
- Third-team All-ACC en 2009